# Benoît Jacquot

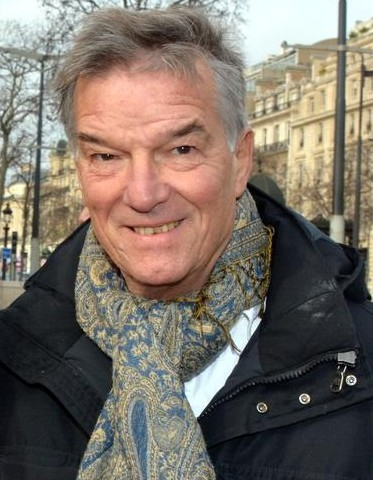
Benoît Jacquot (2016)

Benoît Jacquot (* 5. Februar 1947 in Paris) ist ein französischer Filmregisseur und Drehbuchautor.

## Leben
Benoît Jacquot ist seit den 1970er Jahren als Regisseur tätig. Er produzierte sowohl für das Kino als auch für das Fernsehen. Jacquot drehte mehrmals mit Schauspielerinnen wie Isabelle Huppert, Sandrine Kiberlain, Virginie Ledoyen und Isild Le Besco zusammen. Benoît Jacquots Filmtätigkeiten reichen von historischen Romanverfilmungen über Dokumentarfilme bis hin zu Beziehungsfilmen, Dramen, Komödien, Kurzfilme und einer Opernverfilmung. 2005 war er Jurymitglied des 58. Filmfestivals in Cannes, bei dem er mit Schule des Begehrens 1998 auch im Wettbewerb um die Goldene Palme vertreten war. Für Leb wohl, meine Königin! (2012), Tagebuch einer Kammerzofe (2015) und Eva (2018) erhielt er jeweils Einladungen in den Wettbewerb der Internationalen Filmfestspiele Berlin.
Nur selten tritt er auch als Schauspieler in Erscheinung, zuletzt 2013 in Beziehungsweise New York.
Von 1986 an lebte er eine Zeit mit der Schauspielerin Judith Godrèche zusammen, die damals 14 Jahre alt war. Diese schuf eine TV-Miniserie Icon of French Cinema über diese Geschichte unter dem Gesichtspunkt der MeToo-Bewegung, die im Dezember 2023 im Fernsehsender Arte gesendet wurde. In Interviews warf sie ihm vor, sie geschlagen und vergewaltigt zu haben. Später erhoben auch andere Schauspielerinnen Vergewaltigungsvorwürfe. Anfang Juli 2024 wurde er dazu zwei Tage im Polizeigewahrsam verhört. Die französische Staatsanwaltschaft ermittelt wegen des Vorwurfs, Jacquot habe im Jahr 2013 die 42 Jahre jüngere Schauspielerin Julia Roy vergewaltigt. Außerdem wirft ihm die Justiz die mutmaßliche Vergewaltigung der damals minderjährigen Schauspielerin Isild Le Besco zwischen 1998 und 2000 vor.

## Filmografie (Auswahl)
- 1975: L’assassin musicien – Regie
- 1977: Die verschworenen Kinder (Les enfants du placard) – Regie
- 1979: Rückkehr zur Geliebten (Le retour à la bien-aimée) – Buch
- 1981: Die Flügel der Taube (Les ailes de la colombe) – Regie, Buch
- 1982: Une villa aux environs de New York
- 1986: Corps et biens
- 1987: Verzehrende Flamme (Buisson ardent) – Buch
- 1988: Les mendiants – Buch, Regie
- 1990: Die Entzauberte (La désenchantée) – Buch, Regie
- 1993: La Place Royal – Regie
- 1994: Das Leben der Marianne (Marianne) – Buch, Regie
- 1995: Das einsame Mädchen (La fille seule) – Regie, Buch
- 1997: Der siebte Himmel (Le septième ciel) – Regie, Buch
- 1998: Par cœur
- 1998: Schule des Begehrens (L’école de la chair) – Regie
- 1999: Nur kein Skandal! (Pas de scandale)
- 2000: La fausse suivante
- 2000: Sade – Regie
- 2001: Tosca – Buch, Regie
- 2002: Adolphe
- 2004: Hier und jetzt (À tout de suite) – Regie, Buch
- 2004: Marie und Freud (Princesse Marie) – Regie
- 2006: L’intouchable – Regie, Buch
- 2009: Villa Amalia
- 2010: Tief in den Wäldern (Au fond des bois) – Regie
- 2012: Leb wohl, meine Königin! (Les adieux à la reine)
- 2012: Zwischen allen Stühlen (Cherchez Hortense)
- 2013: Beziehungsweise New York (Casse-tête chinois)
- 2014: 3 Herzen (Trois cœurs)
- 2015: Tagebuch einer Kammerzofe (Journal d’une femme de chambre)
- 2016: À jamais
- 2018: Eva
- 2022: Par cœurs
- 2024: Belle (Kino-Spielfilm) – Regie, Drehbuch

## Auszeichnungen (Auswahl)
- 1998: Nominierung Goldene Palme, Cannes 1998, für Schule des Begehrens
- 2012: Nominierung Goldener Bär, Berlinale 2012, für Leb wohl, meine Königin!
- 2012: Louis-Delluc-Preis, Bester Film, für Leb wohl, meine Königin!
- 2013: Nominierung César in den Kategorien Bester Film, Beste Regie und Bestes adaptiertes Drehbuch für Leb wohl, meine Königin!
- 2015: Nominierung Goldener Bär, Berlinale 2015, für Journal d’une femme de chambre
- 2015: Nominierung Prix Lumières, Beste Regie, für Drei Herzen
- 2016: Nominierung César, Bestes adaptiertes Drehbuch, für Journal d’une femme de chambre